# Original Sin (fumetto)
Original Sin è un crossover pubblicato dalla Marvel Comics nel 2014.
Racconta della morte di  Uatu l'osservatore, un essere che ha il compito di osservare tutto ciò che viene fatto nell'universo senza però interferire sugli avvenimenti, quindi non può evitare che accadano o far sì che avvengano.
I supereroi investigano sul delitto per scoprire chi abbia ucciso l'Osservatore.

## Storia
Nick Fury comunica ai Vendicatori la morte di  Uatu l'osservatore, privato degli occhi poco dopo la morte. I Vendicatori decidono dunque di iniziare ad investigare, fino ad arrivare alla conclusione che il Dr. Midas e sua figlia Exterminatrix assieme a Orb, hanno assassinato l'osservatore. Tuttavia in seguito i tre si rivelano innocenti. Nel mentre, Ant-Man, Pantera Nera, Punitore, Moon Knight, Dottor Strange, Rocket Raccoon e il Soldato d'Inverno vengono attirati da Nick Fury, il quale chiede a uno di loro di sostituirlo per la missione come "uomo sul muro". Il direttore dello S.H.I.E.L.D. rivela infatti che la formula che non lo faceva invecchiare ha perso l'effetto da un paio d'anni e che l'unico modo per proteggere la Terra da minacce esterne era quello di utilizzare Life Model Decoy. Nick Fury tuttavia, si rende conto di aver perso tempo con loro ed inizia ad impadronirsi degli occhi dell'Osservatore (precedentemente in mano a Orb, che li aveva detonati svelando agli eroi i loro peccati), e ad usarli contro i Vendicatori. Iron Man viene spedito sulla Terra, mentre Thor, per un motivo oscuro, diventa indegno, non riuscendo più a sollevare il martello, caduto sulla Luna. Presto si scoprirà, che Orb, Exterminatrix e il Dottor Midas volevano saccheggiare la base di Uatu ma per delle complicazioni gli hanno sparato alla testa, scappando via. Sul posto giunse anche Nick Fury, che si è rivelato essere il vero colpevole dell'omicidio, dovuto al fatto che Uatu si rifiutava di rispondere che fine avevano fatto (e chi erano) i manigoldi che hanno cavato l'occhio a Uatu. Nick, per il bene della Terra, dunque, gli spara cavandogli l'ultimo occhio. Per riparare ai suoi errori, Fury uccide il dottor Midas, con un sovraccarico di poteri, mentre Orb si fonde a uno degli occhi dell'Osservatore. Sul finale, un'esplosione travolge Midas e Nick Fury, facendo dunque capire ai Vendicatori che l'ex uomo sul muro è morto con onore, seppure verso il finale, si intravede una sagoma oscura denominata "l'invisibile" (the Unseen), che si rivela essere proprio Fury, sopravvissuto all'esplosione.